# Ilha de Yos Sudarso
Yos Sudarso, também chamada Kimaam, Dolak ou Dolok, é uma ilha da Indonésia que faz parte da província de Papua, no mar de Arafura, a cerca de 500 km de Jayapura, a capital provincial. Tem 11.742 km² de área e está separada da Nova Guiné pelo estreito de Muli. Antes do nome atual, era conhecida como Kolepom e, no tempo colonial neerlandês, como ilha de Frederik Hendrik.
Recebeu o nome do comodoro Yos Sudarso, morto durante a batalha do Mar de Arafura em 1962.
A costa da ilha tem um dos maiores manguezais do mundo.
As línguas faladas na ilha Yos Sudarso são o ndom e o riantana, que fazem parte das línguas papuas.